# 薩科河

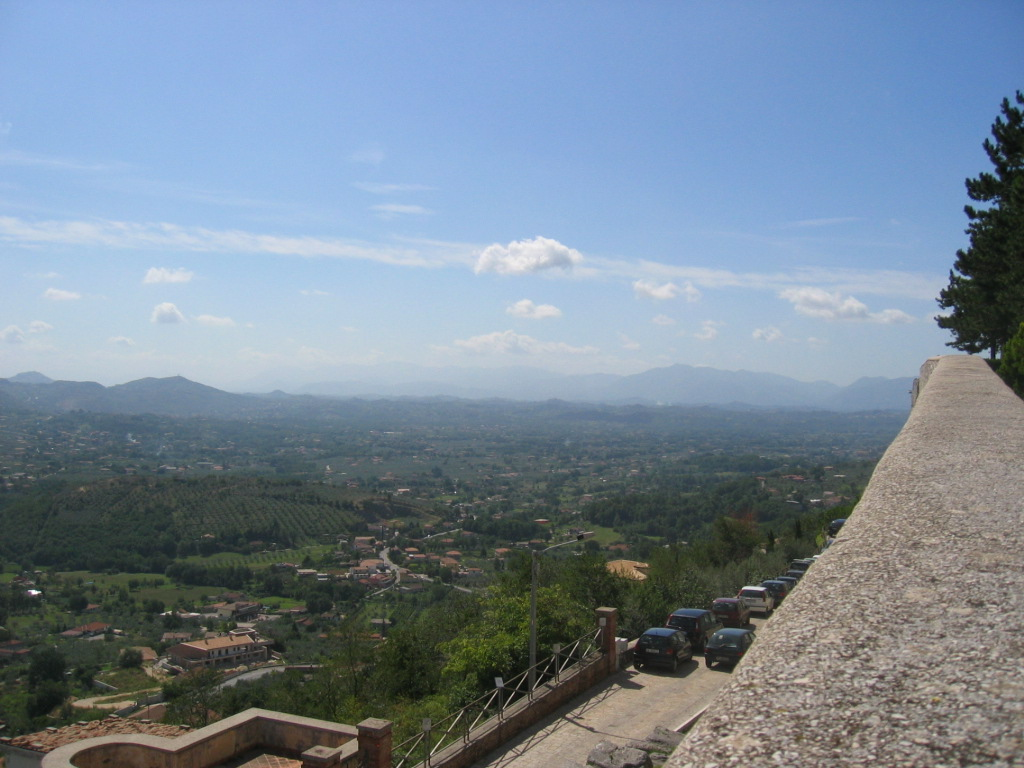

薩科河（義大利語：Sacco）是意大利的河流，位於該國中部，屬於加里利亚诺河流域的一部分，河道全長87公里，平均流量16立方米，發源自亞平寧山脈，最終注入利里河。
41°31′N 13°32′E / 41.517°N 13.533°E